# مايلز أمبروز
مايلز أمبروز (بالإنجليزية: Myles Ambrose)‏ هو محامي أمريكي، ولد في 21 يوليو 1926 في نيويورك في الولايات المتحدة، وتوفي في 3 يونيو 2014 في ليسبورغ في الولايات المتحدة.